# 一枚のハガキ
『一枚のハガキ』（いちまいのハガキ）は、2011年製作の日本映画。新藤兼人監督の遺作。

## 概要
新藤兼人が映画人生最後の作品として、自身の戦争体験を元に撮影した。2010年10月31日にクランクアップし、本作が遺作となった。2013年現在、新藤は映画監督として本作で日本最高齢記録を保持している。
2012年1月18日、第85回米アカデミー賞外国語映画賞に日本代表として出品された。また、同年3月19日には第6回アジア・フィルム・アワードに出品された。
公開日が広島市への原子爆弾投下日と同日であるため、配給元のテアトル新宿のほかに広島市の八丁座でも先行上映された。

## 物語
戦争末期に100名の中年兵士が召集された。松山啓太ら兵士100名たちは上官のくじ引きで赴任先が決まる。くじ引きが行われた夜、フィリピンに赴任が決まり、生きて帰って来られないと悟った森川定造は、ハガキを読んだことを妻に伝えて欲しいと、妻･友子から送られた1枚のハガキを啓太に託す。終戦後、100人中6人の兵士が生き残り、その一人の啓太は1枚のハガキを元に友子の家を尋ねるが…。

## 出演者
松山啓太
演 - 豊川悦司
海軍2等水兵で掃除部隊。任務完了後にくじ引きで宝塚歌劇団の劇場の掃除部隊に選ばれ、その後終戦を迎える。実家は広島県のとある島にあり戦前は漁師として働き、父・妻と暮らしていた。出征前夜に定造の願いを受けて、彼が友子のハガキを読んだことを伝えに森川家を訪れる。
森川友子
演 - 大竹しのぶ
森川家の嫁。元々貧しい家の娘で売春宿で働かされそうだったのを定造に助けられて嫁になる。戦争により最愛の夫・定造を亡くすが、森川家を支えるためたくましく生きようとする。働き者で基本的に辛抱強い性格だが、時に感情を露わにする。
森川定造（さだぞう）
演 - 六平直政
友子の夫。友子とは同じ小学校出身。啓太とは同じ掃除部隊で、寝起きする2段ベッドを自身と啓太で共用していたことから親しくなる。歌が上手で作中で『影を慕いて』(古賀政男の曲)を歌っている。友子によると指は太いが手先は器用。甘いものが好き。
泉屋吉五郎
演 - 大杉漣
村の責任者で、警防団団長。同じ村の定造などの出征時に送り出す役目、及び戦死した時の報告の役目を担う。妻子がありながら、いつ頃からか友子に好意を寄せ始め色々と世話を焼くようになる。柔道5段で腕っ節が強い。
森川勇吉
演 - 柄本明
定造の父。過去に売春宿に売られそうだった友子を、自身の田んぼを売って助けたが余裕のない暮らしをしている。定造が戦死し、自身は心臓が悪く高齢で農作業ができないため、働き手として友子に家に残って欲しいと頼む。
森川チヨ
演 - 倍賞美津子
定造の母。定造亡きあと、友子を働き手として頼りにしている。嫁姑関係は良好。密かにコツコツと小銭を貯めて床下に隠している。
利ヱ門
演 - 津川雅彦
啓太の伯父。啓太と同じ町に暮らしていて親しくしている。実家に帰ってきた啓太に美江と彼の父の経緯を説明する。
森川三平
演 - 大地泰仁
定造の弟。町の製材所で働いていたが定造の戦死の知らせを聞いて、後を継ぐために実家に戻ってくる。
松山美江
演 - 川上麻衣子
啓太の妻。近くの島から嫁いできた気立ての良い女性。しかし戦時中に啓太から連絡がないことから戦死したと思い込み、他の男と恋仲になり、その後松山家を出て大阪で暮らし始める。
利ヱ門の妻
演 - 絵沢萠子
利ヱ門と2人で、店で売るために魚を天日干しにするなどして働いている。
和尚
演 - 麿赤兒
森川家にお経を唱えに来る。
下士官
演 - 渡辺大
啓太たち掃除部隊の任務が終わり、次の赴任先の選考方法などを説明する。100名いる掃除部隊は上官によるくじ引きで、60名がフィリピンのマニラへの陸戦隊、30名が潜水艦に、10名は別の場所で再び掃除部隊に赴任先が決定する。
兵事係
演 - 木下ほうか
警防団団員。泉屋の部下のような存在。泉屋に付き添い出征兵を送り出したり、森川家に赤紙を持ってくるなどしている。あまり感情を表に出さず、事務的に粛々と任務をこなす性格。

## スタッフ
- 監督・脚本：新藤兼人 - 『創作ノート 一枚のハガキ』（岩波書店、2011年7月）
- 製作：新藤次郎、渡辺利三、宮永大輔
- プロデューサー：新藤次郎
- 撮影：林雅彦
- 美術：金藤浩一
- 音楽：林光
- 録音：尾崎聡
- 照明：山下博、永田英則
- 編集：渡辺行夫
- ラインプロデューサー：岩谷浩
- 配給：東京テアトル

## 受賞歴
- 第35回日本アカデミー賞 優秀監督賞[10]
- 第54回ブルーリボン賞 監督賞
- 第36回報知映画賞 特別賞
- 第66回毎日映画コンクール 日本映画大賞 脚本賞 美術賞 音楽賞 録音賞[11]
- 第85回キネマ旬報ベスト・テン 日本映画ベストワン 作品賞
- 第23回東京国際映画祭 審査員特別賞
- 第24回日刊スポーツ映画大賞・石原裕次郎賞 監督賞 作品賞
- 第35回山路ふみ子映画賞 映画賞
- 第29回ゴールデングロス賞 全興連特別功労大賞